# Stachyose
Stachyose ist ein Tetrasaccharid aus Saccharose (Glucose+Fructose) und zwei Galactosemolekülen. Sie gehört zur sogenannten Raffinose-Familie.

## Vorkommen

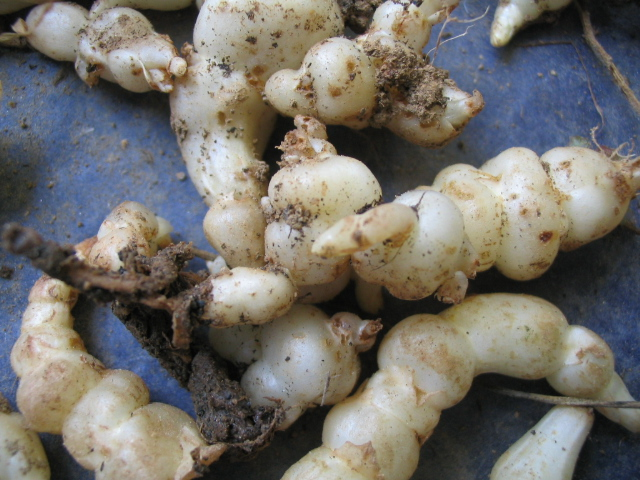
Knollen-Ziest (Stachys affinis)

Diese schwach süß schmeckende Verbindung ist nach der zu den Lippenblütlern gehörenden Pflanze Stachys affinis („Knollen-Ziest“) benannt, in der sie vorkommt.
Daneben kann sie auch in anderen Lippenblütlern sowie in der Leguminose Sojabohne – aus deren Mehl sie durch Extraktion gewonnen wird – nachgewiesen werden.

## Eigenschaften
Stachyose hat einen Schmelzpunkt von ca. 170 °C und reduziert Fehling'sche Lösung nicht. Bei der Hydrolyse liefert ein Mol Stachyose 2 Mol D-Galactose, ein Mol D-Glucose und ein Mol D-Fructose. Das Enzym Invertase führt zu den Produkten Manninotriose und Fructose.

## Verwendung
Stachyose kann vom Menschen im Dünndarm nicht durch körpereigene Enzyme verwertet werden. Sie gelangt daher mit dem Nahrungsbrei unverändert in den Dickdarm und wird dort von Darmbakterien abgebaut. Daher kann Stachyose zur Gasentwicklung im Darm und damit auch zu Blähungen (Flatus) führen.